# Johann Martin Henni
Pour les articles homonymes, voir Henni.
Johann Martin Henni, né le 15 juin 1805 à Misanenga (commune d'Obersaxen) et mort le 7 septembre 1881 à Milwaukee, est un prélat suisse au moment de la conquête de l'Ouest, qui a fondé le diocèse de Milwaukee, dans le Wisconsin et l'Université Marquette, l'une des plus grandes universités jésuites aux États-Unis.

## Biographie
Après des études à Lucerne, il part suivre des cours de philosophie et de théologie à Rome en 1824. À l'invitation d'Edward Fenwick, il part pour le diocèse de Cincinnati et débarque à Baltimore, dans le Maryland, en 1829 ; il termine ses études à Bardstown, dans le Kentucky. Après plusieurs postes dans l'État de l'Ohio, il retourne à Cincinnati en 1834 et y fonde trois ans plus tard un journal de langue allemande, le Der Wahrheitsfreund, le premier aux États-Unis. Le journal de la ville était alors anglophone, un hebdomadaire, le The Catholic Telegraph. Il assume la rédaction en chef de Der Wahrheitsfreund jusqu'en 1843.
Lorsqu'en 1843 il est nommé évêque du diocèse qui vient juste d'être créé à Milwaukee, il est à la recherche de soutien des jésuites, dans le but de créer une école dans la petite ville et ainsi rassurer les immigrants arrivant de l'est. Il s'en entretient, lors d'un voyage en Europe en 1848-1849, avec le prélat allemande Anthony Minoux, en observant que le Printemps des peuples en Europe a rendu la tâche plus difficile aux jésuites sur le Vieux continent.
Anthony Minoux lui fait remarquer qu'il est difficile d'accorder plus d'aide financière pour un lointain établissent au bout du monde que pour les communautés d'Europe. Sur la route du retour, John Martin Henni est disrêtement orienté vers un riche financier d'Anvers, Guillaume-Joseph De Boey qui a soutenu plusieurs missions jésuites sur le plan financier. Ce dernier lui promet 16000 dollars. Fort de cet engagement, Heni s'adresse aux jésuites américains pour obtenir aussi des moyens humains. En août 1849, deux missionnaires le rejoignent à Milwaukee. En 1850, au décès de Guillaume-Joseph De Boey, il reçoit les 16000 dollars. En 1856, il achète des terres pour fonder une université, mais les jésuites lui demandent de l'installer plus proche du centre-ville qu'il ne l'aurait voulu et le projet est ensuite aussi retardé par la crise financière de 1857. Du coup, son projet, l'Université Marquette, ne verra le jour qu'en septembre 1881, avec ses six premiers étudiants.